# Senahú
Senahú, San Antonio Senahú – miasto w środkowej Gwatemali, w departamencie Alta Verapaz, leżące w odległości 91 km na wschód od stolicy departamentu, nad rzeką Río Cahabón. Miasto jest siedzibą gminy o tej samej nazwie, która w 2012 roku liczyła 67 200 mieszkańców. Gmina  zajmuje powierzchnię 336 km². Na północny zachód od miejscowości znajduje się pomnik przyrody Semuc Champey.